# 滿洲國政黨列表
滿洲國政黨是指滿洲國境內的政治團體。基於大日本帝國對滿洲國的強勢主導，以及新體制運動的需要，滿洲國境內只曾有滿洲國協和會一個合法政黨存在。
九一八事變後，倡導從中華民國獨立並施行君主政治以推動新國家建設的自治指導部為協和會的起源。滿洲國成立後的1932年（大同元年）4月，阮振鐸任奉天省公署秘書長。不久，阮振鐸和于靜遠以及滿洲青年聯盟的山口重次、小澤開作等人成立滿洲協和黨。同年夏，滿洲協和黨改組，自治指導部則轉型為官民一體化的滿洲國協和會。
石原莞爾等人期待協和會能取代關東軍成為「未來的領導者」，擁有一黨執政的地位。不過隨著關東軍對滿洲國統治的深化，滿洲國逐漸成為日本完全的屬國，協和會失去其存在意義。

## 政黨列表
| 政黨 | 政黨           | 黨旗 | 滿洲國立法院議席 | 政治地位 |
| ---- | -------------- | ---- | ---------------- | -------- |
|      | 滿洲國協和會   |      | 不適用           | 執政黨   |
|      | 俄罗斯法西斯党 |      | 不適用           | 移民政党 |
|      | 中國國民黨     |      | 不適用           | 非法政党 |
|      | 中國共產黨     |      | 不適用           | 非法政党 |